# Лобанов Єгор Юрійович
Єго́р Ю́рійович Лоба́нов (нар 9 липня 1997, м. Ковель Волинська область — пом 28 лютого 2022, м. Токмак Запорізька область) — старший лейтенант Збройних Сил України, учасник російсько-української війни, відзначився у ході російського вторгнення в Україну.

## Життєпис
Народився 9 липня 1997 року. Мешкав у м. Ковелі на Волині.
Професію військового здобув у Волинському обласному ліцеї з посиленою військово-фізичною підготовкою ім. Героїв Небесної Сотні та Військовій академії (м. Одеса), які закінчив з відзнакою. Після навчання у ВВУЗі стажувався у різних країнах світу.
Старший лейтенант, військовослужбовець ЗС України.
Згідно повідомлення Ковельської міської ради, загинув в боях з агресором в ході відбиття російського вторгнення в Україну поблизу м. Токмак Запорізької області. Своїм героїчним вчинком врятував вісім життів.
Похований в м. Ковелі.
Залишилися батьки. Єгор був єдиним сином у батьків Батько загинув у дтп 13 серпня на Закарпатті

## Нагороди
- орден Богдана Хмельницького III ступеня (2022, посмертно) — за особисту мужність і самовіддані дії, виявлені у захисті державного суверенітету та територіальної цілісності України, вірність військовій присязі.
- почесний громадянин Ковеля (посмертно)[4]